# Olgierd Zienkiewicz
Olgierd (Olek) Cecil Zienkiewicz (né le 18 mai 1921 à Caterham, Surrey, Angleterre et mort le 2 janvier 2009 à Swansea, Pays de Galles) est un mathématicien britannique considéré comme le « père de la méthode des éléments finis ».

## Biographie
Olgierd Zienkiewicz a étudié à l'Imperial College London. Son premier article date de 1947 et dès 1968 il a créé l'International Journal of Numerical Methods in Engineering qui reste l'une des revues les plus importantes dans le domaine de la mécanique numérique.
Dans le cadre du 9e colloque en calcul des structures organisé par le CSMA, Pierre Ladevèze (LMT École normale supérieure de Cachan) lui a rendu hommage.

## Honneurs
- Royal Society - 1979
- Royal Society of Engineering - 1979
- National Academy of Engineering - 1981
- Académie polonaise des sciences - 1985
- Chaire UNESCO de méthodes numériques en ingénierie -1989
- Médaille Timoshenko - 1998
- Académie chinoise des sciences - 1998
- Académie des Lyncéens - 1999
- Médaille du Prince Philip[2] - 2006

## Médaille Zienkiewicz
Elle est délivrée par l'Institution of Civil Engineers (Londres) pour récompenser un chercheur de moins de 40 ans.
- 1998 Sanjay Govindjee - Université de Californie (Berkeley)
- 2000 Ismail Zohdi - Université de Californie (Berkeley)
- 2002 Perumal Nithiarasu - Université du pays de Galles
- 2004 Gregory J. Wagner - Laboratoires Sandia, Livermore
- 2006 Jose E. Andrade - Université Northwestern
- 2008 Jens Wackerfuß - TU Darmstadt
- 2011 Ignacio Romero Olleros - Universidad Politécnica de Madrid

## Ouvrages
- The Finite Element Method in Structural and Continuum Mechanics (avec Y. K. Cheung), 1967 - Mac Graw-Hill
- The Finite Element Method in Engineering Science, 1971
- La Méthode des éléments finis appliquée à l'art de l'ingénieur (traduction française par Armand et Vouille - préface de Fraeijs De Veubeke) 1973 - Ediscience
- The Finite Element Method, 1977
- La Méthode des éléments finis (traduction française coordonnée par Armand) 1979 - Pluralis
- Finite Elements and Approximation (avec K. Morgan), 1983 - John Wiley & Sons
- The Finite Element Method (avec R. L. Taylor), 1989, 1991
- La Méthode des éléments finis (traduction française coordonnée par Saiac) AFNOR, 1991
- The Finite Element Method in the 1990's, (pour le 70e anniversaire d'Olek) 1991
- The Finite Element Method (avec R. L. Taylor), 2000
- The Finite Element Method (avec R. L. Taylor & J. Z. Zhu), 2005 - Elsevier

## Hommages
- Bulletin de l'International Association for Computational Mechanics (IACM) no 25 juillet 2009 : à lire sur IACM expressions p. 1-22
- Steel Construction, vol. 2 Issue 4 p. 264-272 : Olgierd C. Zienkiewicz, a pioneer in the development of the finite element method in engineering science par Erwin Stein (lire le début de l'article)
- Bibliographie
- International Journal for Numerical Methods in Engineering Vol 80 Issue 1 p. 1-45 : Obituary - Olgierd C. Zienkiewicz (18 mai 1921-2 janvier 2009) par Roland Lewis et Richard Taylor (lire l'article)
- Steel Construction Volume 2, Issue 4, p. 264–272, décembre 2009 : Obituary - Olgierd C. Zienkiewicz (18 mai 1921-2 janvier 2009) par Erwin Stein (lire la première page de l'article)